# Întâi copiii!
Întâi copiii! este un film românesc din 1970 regizat de Florica Holban.